# 1623 en science-fiction
| Années de la science-fiction : 1620 - 1621 - 1622 - 1623 - 1624 - 1625 - 1626    |
| Décennies de la science-fiction : 1590 - 1600 - 1610 - 1620 - 1630 - 1640 - 1650 |

L'année 1623 a connu, en matière de science-fiction, les faits suivants :

## Naissances et décès

### Naissances
- Margaret Cavendish, duchesse de Newcastle upon Tyne, aristocrate anglaise, écrivaine, philosophe et scientifique[1], morte en 1673.